# طاهر المصری
طاهر المصری (عربی: طاهر المصري؛ زادهٔ ۵ مارس ۱۹۴۲) سیاستمدار اهل اردن است.